# 叠鞘石斛
叠鞘石斛（学名：Dendrobium aurantiacum var. denneanum）为兰科石斛属下的一个变种。

## 产地
夹江叠鞘石斛：中国地理标志产品。产于四川省乐山市夹江县。